# Pârâul Sărat, Turia
Pârâul Sărat este unul din cele două brațe care formează râul Turia. 

## Hărți
- Harta munții Bodoc-Baraolt  Arhivat în 29 ianuarie 2014, la Wayback Machine.
- Harta județul Covasna